# ボーンチャイナ

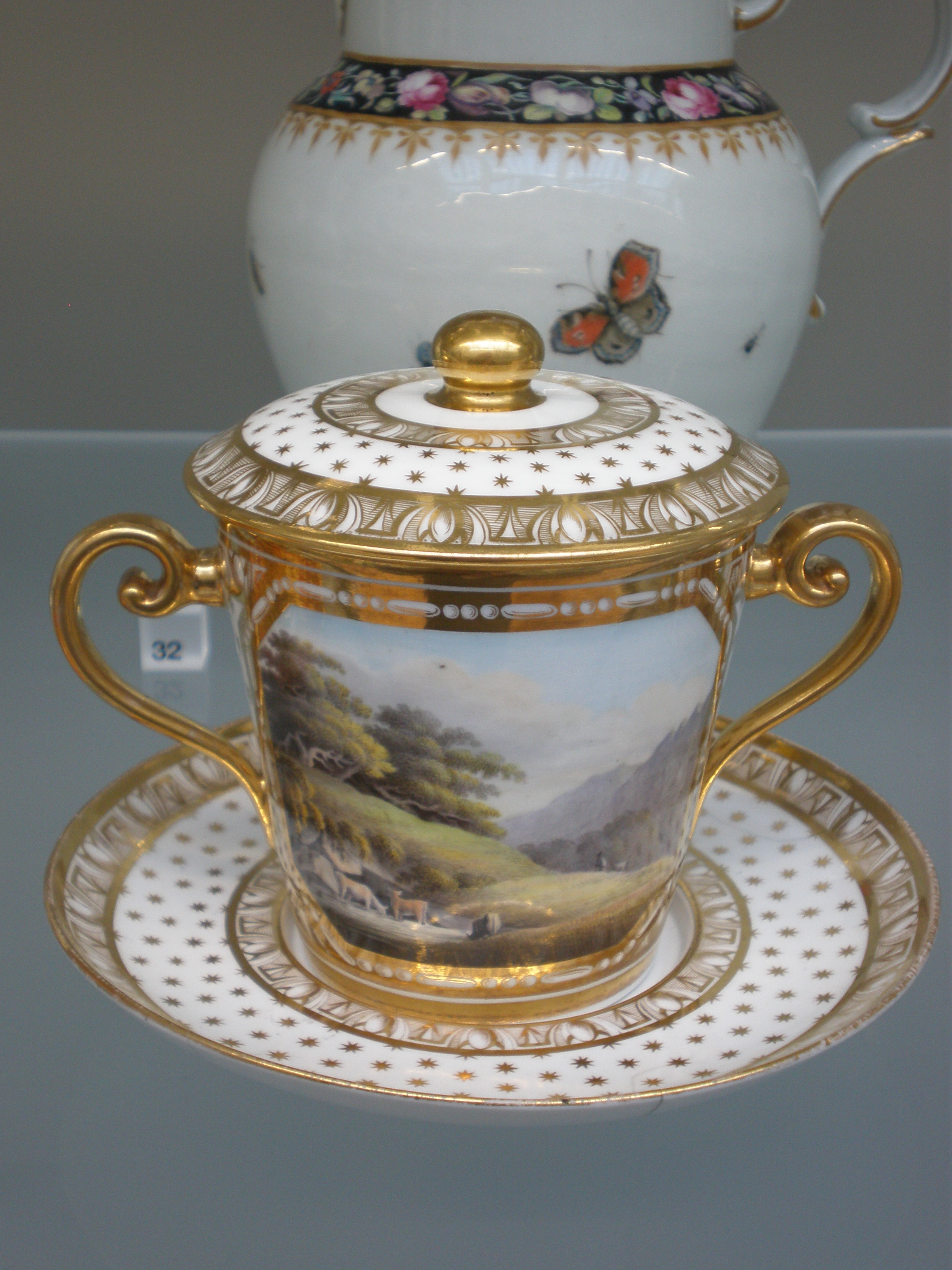
ボーンチャイナのカップ

ボーンチャイナ（Bone china）は、磁器の種類のひとつで骨灰磁器とも称される。ボーンは骨を指し、チャイナはそれ以前のイギリスで中国磁器(porcelain)が多用されたことに因む。

## 定義
「JIS S2401 ボーンチャイナ製食器」では「素地は少なくともリン酸三カルシウム、灰長石およびガラス質からなり、かつリン酸三カルシウム（Ca3(PO4)2）の含有率が30%以上のもの」とされる。

## 説明
ボーンチャイナと呼ばれる乳白色のなめらかな焼き物は、18世紀ごろにロンドンで発明された。その当時のイギリスでは中国磁器で多用された白色粘土が入手困難であり、代用品として牛の骨灰を陶土に混ぜて製作したため、ボーンの名を冠する。かつては他の骨よりもリン酸カルシウムを多く含む牛の骨灰のみが添加されていたが、近年では骨灰を使わずに直接骨リンを用いる方法もある。焼結前は灰色をしており、焼結することにより乳白色へと変化する。一度焼結したものでも粉砕することにより何度も作成し直す事が可能である。また、焼結後に出来たバリと呼ばれる不要な出っ張りなどはカット後、再度焼結し直すことによりなめらかになることも特徴の一つである。
一般磁器に比べ、素地が薄いにもかかわらず、チッピング強度（渕強度）が強いとされている。透光性があり、メーカーによっては、ボーンチャイナ製のランプを作っているところもある。骨灰を使用することにより、乳白色の温かみのある下地を備える。
また、ボーンチャイナは特殊な釉薬を使用するため、2次焼成を低温で行う。そのため、高温下において褪色する顔料を使用することができ、当時主流であった白磁器よりもより多くの色彩を演出することが可能であった。このため、手間をかけて作られたボーンチャイナには美しい絵や微細な模様が刷り込まれていることが多い。

## 主なブランド
- ウェッジウッド
- ロイヤルドルトン
- エインズレイ
- ロイヤルウースター
- スポード
- ロイヤルクラウンダービー
- 鳴海製陶
- ノリタケカンパニーリミテド
- ニッコー (洋食器)
- レノックス